# 聖佩德羅內克塔
15°30′N 91°46′W / 15.500°N 91.767°W
聖佩德羅內克塔（西班牙語：San Pedro Nécta），是危地馬拉的城鎮，位於該國西北部，由韋韋特南戈省負責管轄，面積119平方公里，海拔高度1,712米，2002年人口26,025，人口密度每平方公里218.7人。